# Slussen (Malmö)
Slussen is een deelgebied (Delområde) in het stadsdeel Centrum van de Zweedse stad Malmö. Het gebied ligt tussen Hornsgatan en Drottninggatan, ten oosten van de Exercisgatan. De woningen in het gebied bestaan voornamelijk uit flatgebouwen uit de vroege jaren 1900, hoewel sommige huizen zijn vervangen door nieuwere in de afgelopen jaren.